# Heliga Ljusets kyrka
Heliga Ljusets kyrka ligger vid torget i Torvalla Centrum i Östersund och tillhör Brunflo församling i Härnösands stift. Den är en samarbetskyrka mellan Svenska kyrkan och Evangeliska Fosterlandsstiftelsen, EFS. Kyrkan är tegelröd och uppfördes 1988 efter ritningar av arkitekt Rolf Bergh. Kyrktornet har blankt tak och kröns med en vakande fjällripa på sin skida. Kyrkans interiör har en konstnärligt rik utsmyckning med bland annat konstfönster.
I kyrkan bedrivs verksamhet med bland annat stilla gudstjänster och själavårdande samtal. 

## Källa
- Brunflo kyrkliga samfällighet